# Lee Boyd Malvo
Lee Boyd Malvo, alias John Lee Malvo eller Malik Malvo, född 18 februari 1985 i Kingston, Jamaica, är en amerikansk seriemördare. Han mördade tillsammans med John Allen Muhammad hösten 2002.
Den 10 mars 2004 dömdes Malvo till livstids fängelse utan möjlighet till frigivning.

## Mord och mordförsök
| Offer                 | Ålder | Resultat  | Datum                     | Ort                              |
| --------------------- | ----- | --------- | ------------------------- | -------------------------------- |
| James Martin          | 55    | Avliden   | 2 oktober 2002, kl 18.04  | Wheaton, Maryland                |
| James Buchanan        | 39    | Avliden   | 3 oktober 2002, kl 7.41   | Rockville, Maryland              |
| Premkumar Walekar     | 54    | Avliden   | 3 oktober 2002, kl 8.12   | Aspen Hill, Maryland             |
| Sarah Ramos           | 34    | Avliden   | 3 oktober 2002, kl 8.37   | Silver Spring, Maryland          |
| Lori Ann Lewis-Rivera | 25    | Avliden   | 3 oktober 2002, kl 9.58   | Kensington, Maryland             |
| Pascal Charlot        | 72    | Avliden   | 3 oktober 2002, kl 21.20  | Washington, District of Columbia |
| Caroline Seawell      | 43    | Överlever | 4 oktober 2002, kl 14.27  | Spotsylvania, Virginia           |
| Iran Brown            | 13    | Överlever | 7 oktober 2002, kl 8.09   | Bowie, Maryland                  |
| Dean Harold Meyers    | 53    | Avlider   | 9 oktober 2002, kl 20.10  | Manassas, Virginia               |
| Kenneth Bridges       | 53    | Avlider   | 11 oktober 2002, kl 9.30  | Fredericksburg, Virginia         |
| Linda Franklin        | 47    | Avlider   | 14 oktober 2002, kl 21.19 | Falls Church, Virginia           |
| Jeffrey Hopper        | 37    | Överlever | 19 oktober 2002, kl 20.00 | Ashland, Virginia                |
| Conrad Johnson        | 35    | Avlider   | 22 oktober 2002, kl 5.55  | Aspen Hill, Maryland             |